# Maison professe de Madrid
La Maison professe de Madrid est une résidence de jésuites profès, sise au cœur de la ville de Madrid,en Espagne. Une première maison ouverte en 1617 déménagea en divers sites de la ville avant d’être fermée en 1767 lorsque les jésuites furent expulsés d’Espagne. Rouverte en un nouvel édifice sur la ‘Gran via’ de Madrid au XIXe siècle, elle fut mise à feu par des révolutionnaires en 1931. La destruction de l’église et de la riche bibliothèque causèrent des pertes artistiques et culturelles considérables. La nouvelle maison dite ‘professe’ se trouve aujourd’hui sur la ‘via Serrano’.

## Histoire
La première maison professe de Madrid est fondée en 1617, grâce à la munificence et volonté expresse du premier duc de Lerma, Francisco Goméz de Sandoval y Rojas, petit-fils, par sa mère (Isabel de Borgia), de saint François de Borgia, troisième supérieur général des jésuites.  Le duc souhaite voir une maison et église abriter les restes mortels de son saint grand-père. Cette première maison – où le régime de pauvreté est plus strict que dans les collèges - est construite dans le 'Paseo del Prado' à proximité de la maison de son bienfaiteur.  
Tout au long du XVIIe siècle la maison et son église - qui devient l’église saint François de Borgia après la canonisation du 3e supérieur général des Jésuites (1761) est très active et reste une des plus importantes de l’Ordre en Castille.  Lorsque les jésuites sont expulsés d’Espagne (1767) la maison est fermée et ses biens sont confisqués. 
Les jésuites reviennent à Madrid par petits groupes discrets au XIXe siècle. Ils sont expulsés en 1835 et 1868. Lorsque la situation se stabilise, quatre communautés forment une nouvelle maison professe à la ‘rue Isabelle la Catholique’ en 1887 et la nouvelle église Saint-François-de-Borgia est ouverte en 1891.   
Peu après la proclamation de la seconde république en Espagne (avril 1931) des troubles antireligieux éclatent. Une vague anticléricale pousse certains à s’attaquer aux couvents et maisons religieuses (10 au 13 mai 1931). La maison professe des jésuites et son église sont mises à feu par des éléments révolutionnaires incontrôlés (11 mai 1931). Les dégâts sont considérables. La bibliothèque, considérée comme la deuxième d’Espagne dans son domaine, est détruite : 80000 volumes et de nombreux incunables sont détruits. Dans l’incendie furent perdus des éditions premières de Lope de Vega, Quevedo, Calderon de la Barca, Saavedra Fajardo. Des œuvres artistiques inestimables (dont la châsse contenant les reliques de François de Borgia) sont annihilées par le feu dans l’église. 

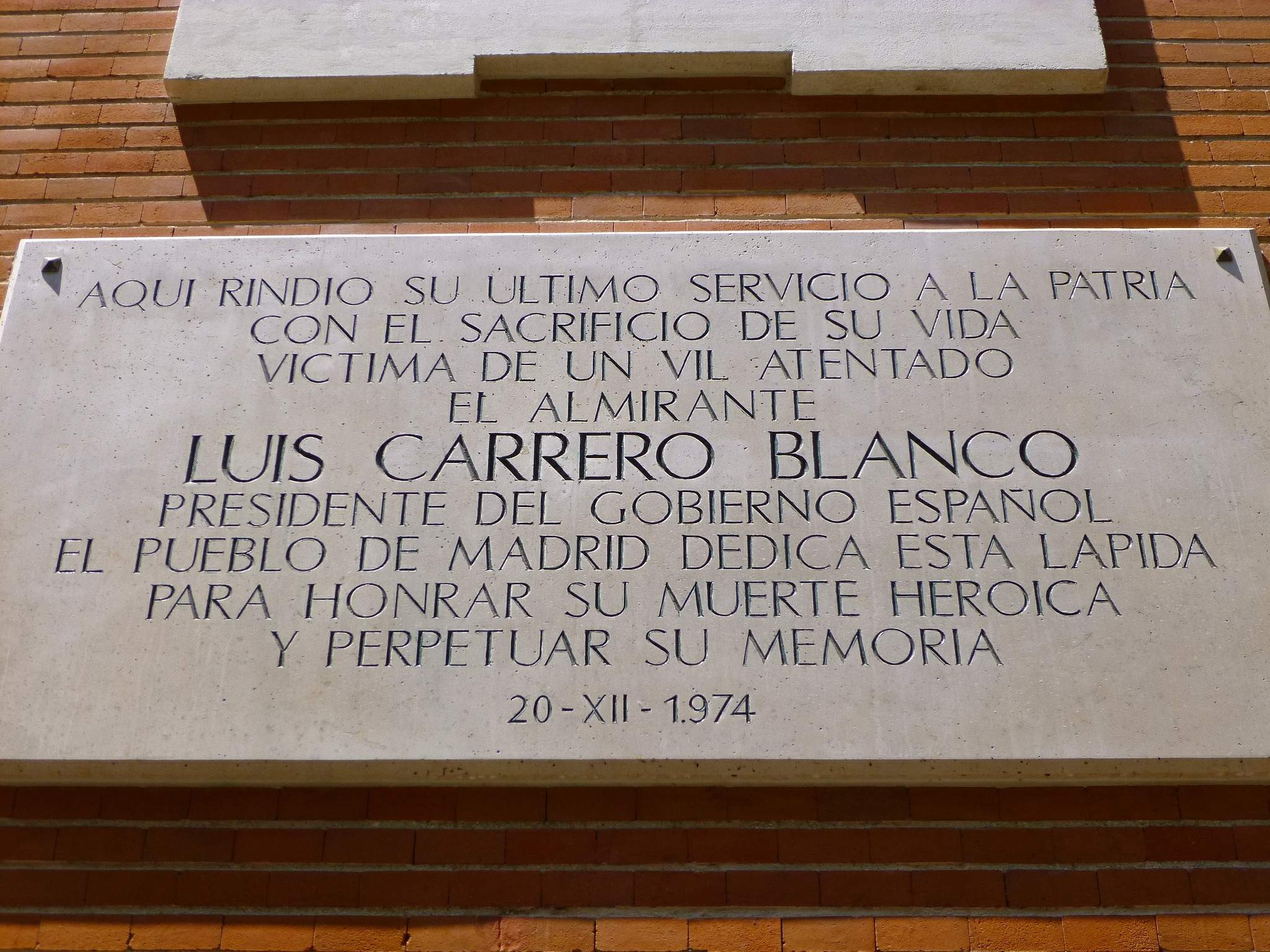
Plaque commémorant l'assassinat de l'amiral Carrero Blanco

La nouvelle maison professe des Jésuites se trouve au N°36 rue Serrano. Le 20 décembre 1973, alors qu’il se rendait à la messe dans l’église Saint-François de Borgia, l’amiral Luis Carrero Blanco, premier ministre d’Espagne et confident du général Franco, est assassiné par l'ETA dans la cour intérieure séparant église et maison.